# Старий Літній палац
Старий Літній палац (кит.: 圆明园, Юаньмін'юань) — палацово-парковий ансамбль в Пекіні. У XVIII ст. разом з парками Чанчуньюань (長春園Ю, «Сад довгої весни») і Цічуньюань (绮春园, «Сад прекрасної веси») — інша назва Ваньчуньюань (萬春園, «Сад десяти тисяч весен») виконував функцію однієї з резиденцій імператорів з династії Цін. Назва перекладається як «Сад досконалої ясності». Зведено у 1709 році, зруйновано під час Другої Опіумної війни у 1860 році.

## Історія
Першим в комплексі було побудований палацово-парковий ансамбль Юаньмін'юань, створений за китайськими традиційними канонами. Розпочато у 1707 році. Його у 1709 році подаровано імператором Кансі четвертому синові і спадкоємцеві, майбутньому імператору Юнчжену. Кансі власноруч написав назву Юаньмін'юань на табличці при вході в парк. Останній після сходження на трон переніс з Пекіна до Юаньмін'юаня імператорську резиденцію, де постійно жив протягом свого порівняно короткого правління і помер, передавши владу Цяньлуну. При Юнчжені планування парку і вигляд павільйонів майже не змінилися.
Цяньлун, ставши імператором, видав указ про створення в «Саду досконалої ясності» ансамблю європейських фонтанів і палаців за канонами західної архітектури XVIII ст., що розташовувалися по сусідству з китайськими павільйонами і садами. Роботи було розпочато у 1751 році. Одним з палаців цієї частини (Сеціцюй) створено за проектом Джузеппе Кастільйоне. Над фонтанами працював єзуїт Мішель Бенуа, перший з яких створено в 1747 році. Спочатку постали палац Сеціцюй та лабіринт Ваньхуачжень. Останнім зведено палац Хайяньтан у 1783 році. До 1770 року з'явилися сади Чанчунюань і Цічуньюань. Найвищий розквіт парку припадає на 1814, в період володарювання імператора Юн'яня.
У літню пору року в Юаньмін'юані працювала придворна майстерня Жуігуань (如意館, «Студія потурання бажанням»), що мала власні постійні приміщенням в пекінському палаці.
Першим з європейців опис Юаньмін'юаня дав Жан-Дені Аттіре, який виступив автором серії листів 1740-х з описом китайської частини ансамблю. В них міститься захоплення його спонтанної красою. Листи викликали в Європі інтерес, перекладу німецькою і англійською мовами з метою публікації одночасно в декількох берлінських і лондонських виданнях. Останніми єврпоейцями, хто залишив опис, були представники Голланської Ост-Індської компанії у 1795 році.
У 1860 році зруйновано і пограбовано англо-французькими військами в період Другої опіумної війни. У 1873—1874 роках імператор Тунжчі намагався відбудувати його та перетворити на місце перебування регентів Цисі та Ци Ань. Втім внаслідок нестачі фінансів припинив роботи. Іншу спробу зробив імператор Гуансюй, але теж не завершив роботу. У результаті повторного розгрому повстанцями їхетуанями і військами восьми країн у листопаді 1900 року і пожежі, що тривала 3 доби, пам'ятка тепер існує у вигляді окремих фрагментів.
Усі випадково вцілілі після воєн твори мистецтва, зокрема 12 бронзових фігур фонтана-клепсидри, були розкрадені з палацу і вивезені з країни. Починаючи з 1987 року, кремі скульптури зодіакальних тварин продавалися на європейських аукціонах, і зараз відома приналежність 5 з них.
Натепер в КНР планується реконструкція ансамблю і перетворення його на національний парк. Зараз він перебуває під охороною держави, тут обладнані пішохідні маршрути, інформаційні стенди та інша інфраструктура.

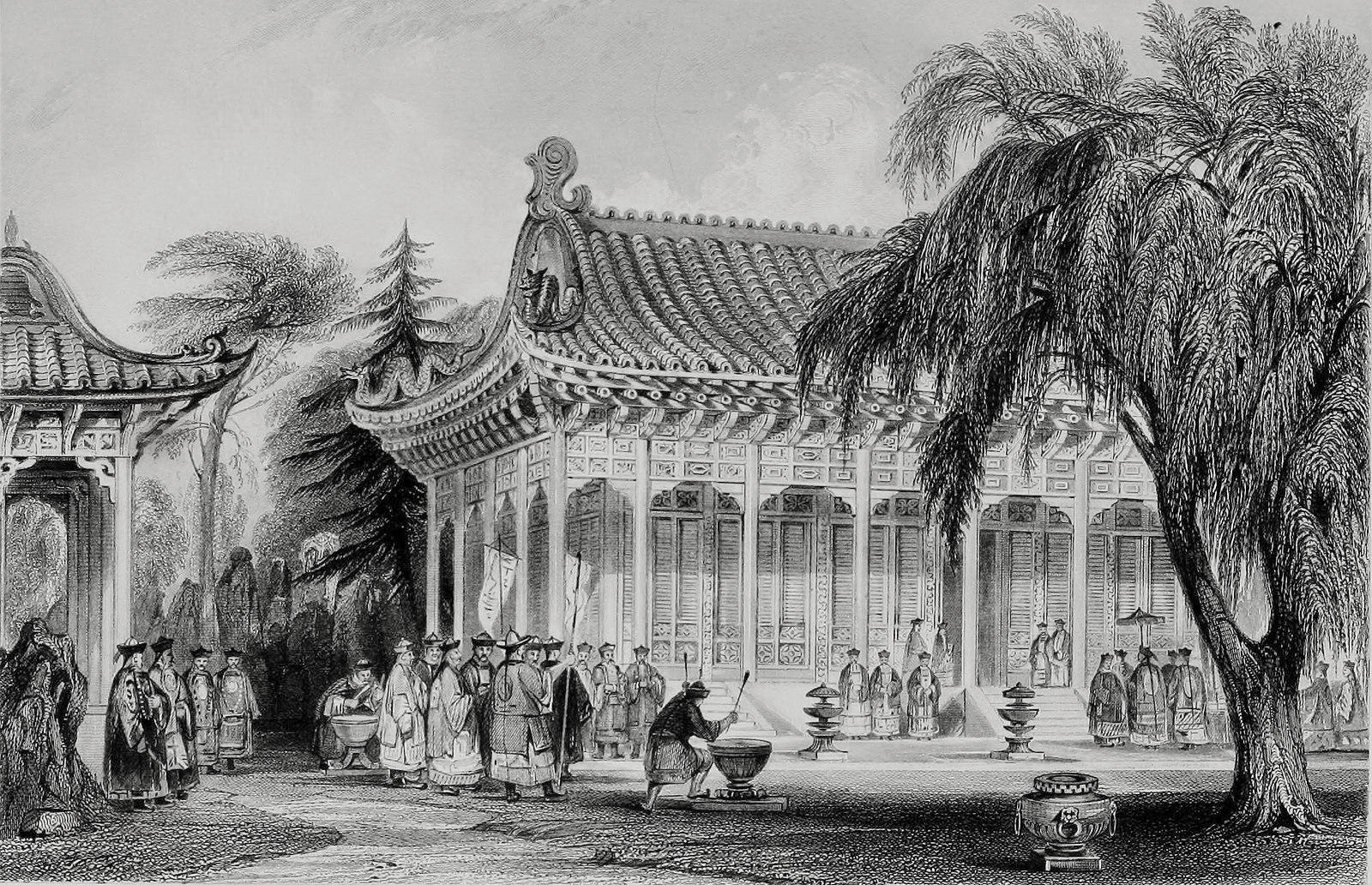
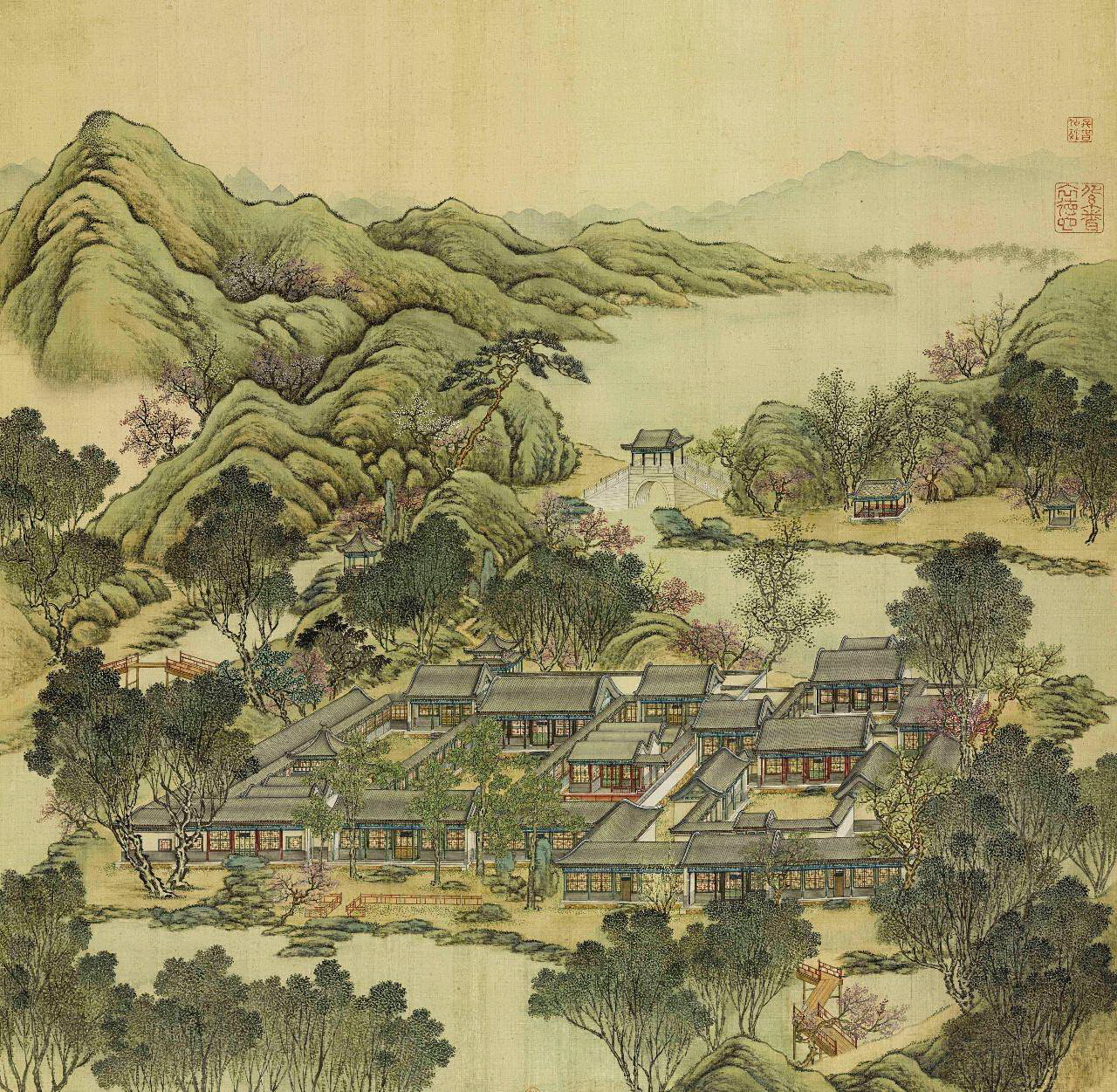
Сад Чанчуньюань
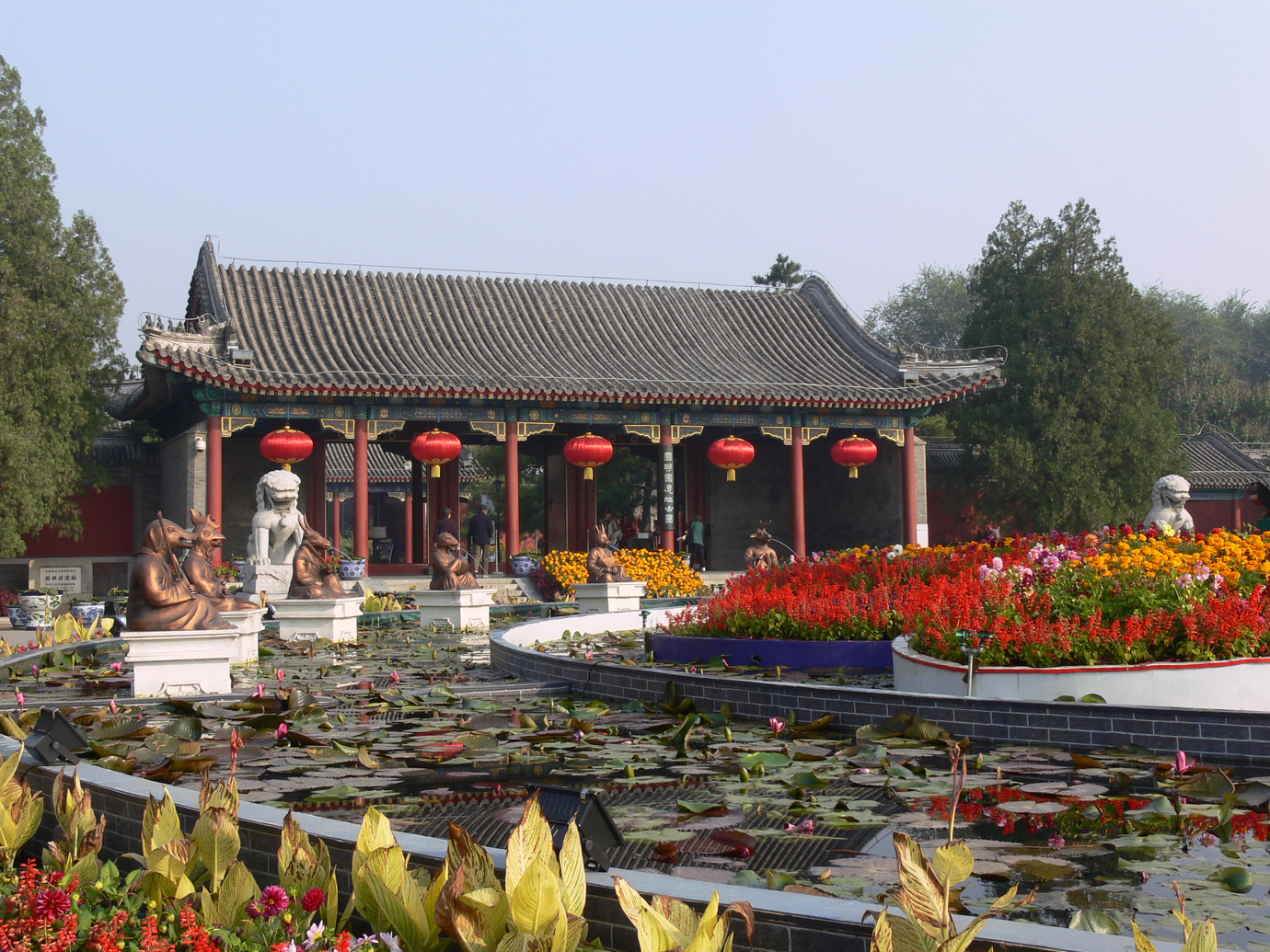
Ворота парку Цічуньюань
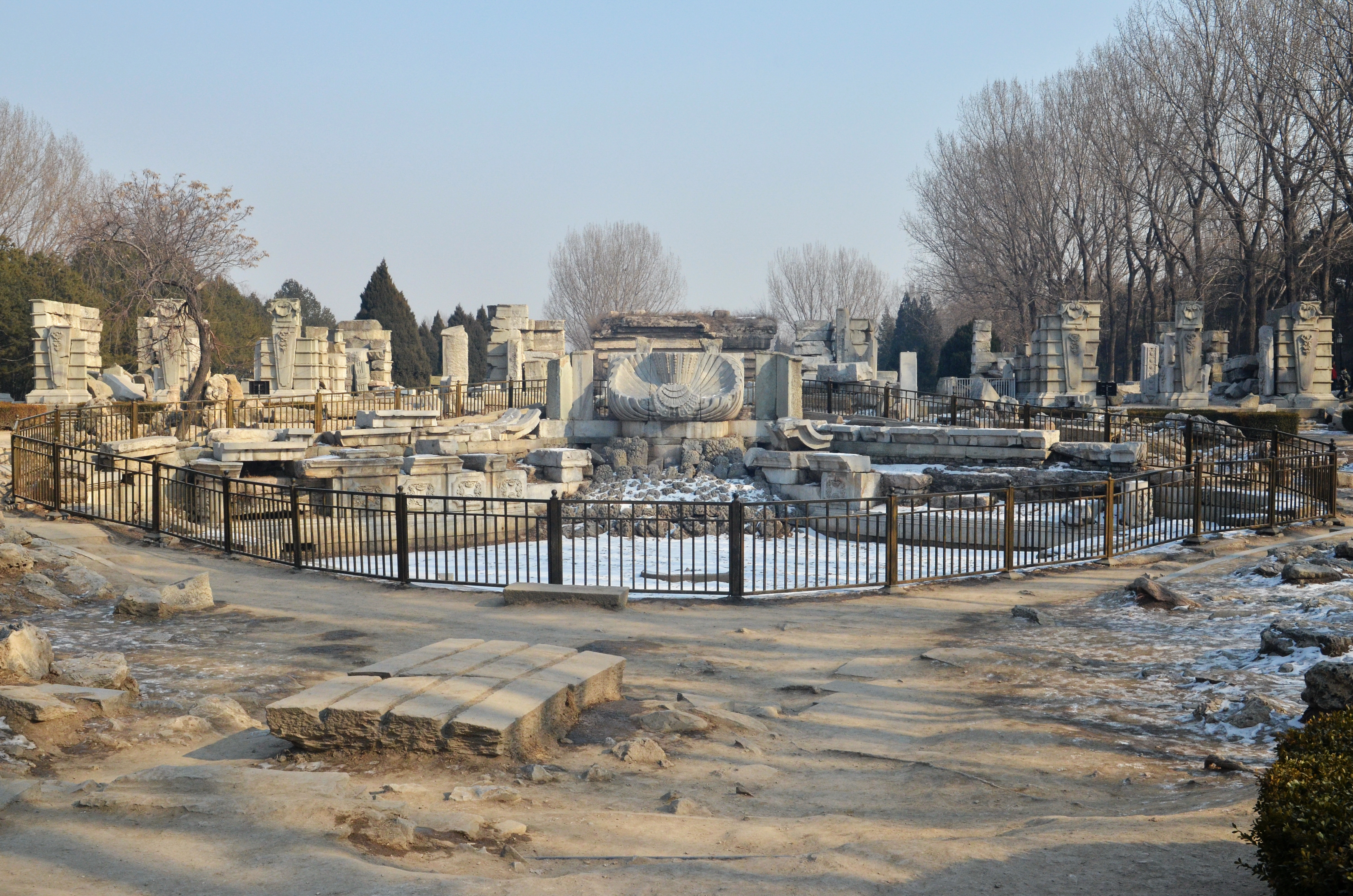
Руїни палацу Хайяньтан
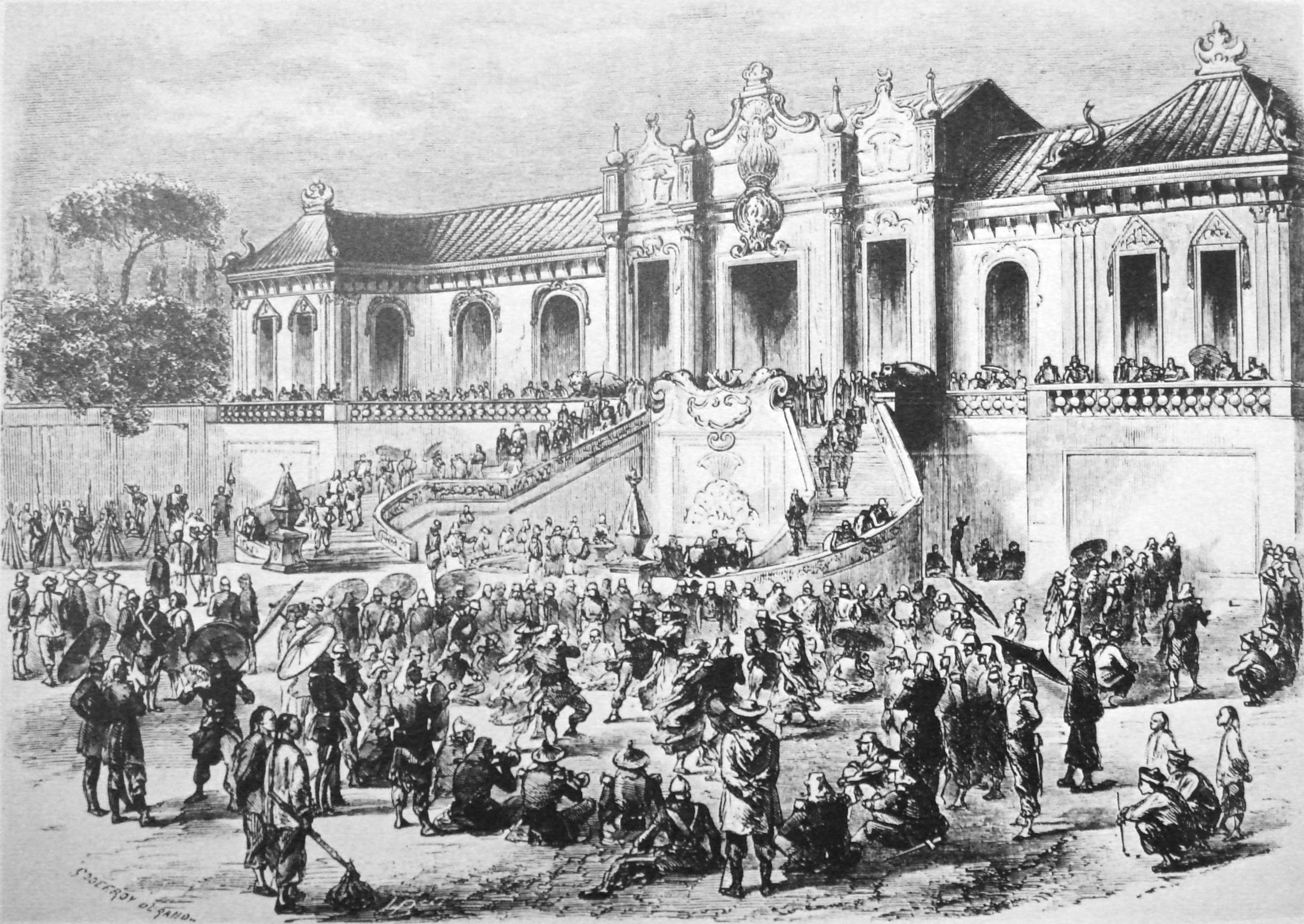
Захоплення Юаньмін'юаня англо-французькими військами у 1860. Газетна ілюстрація.
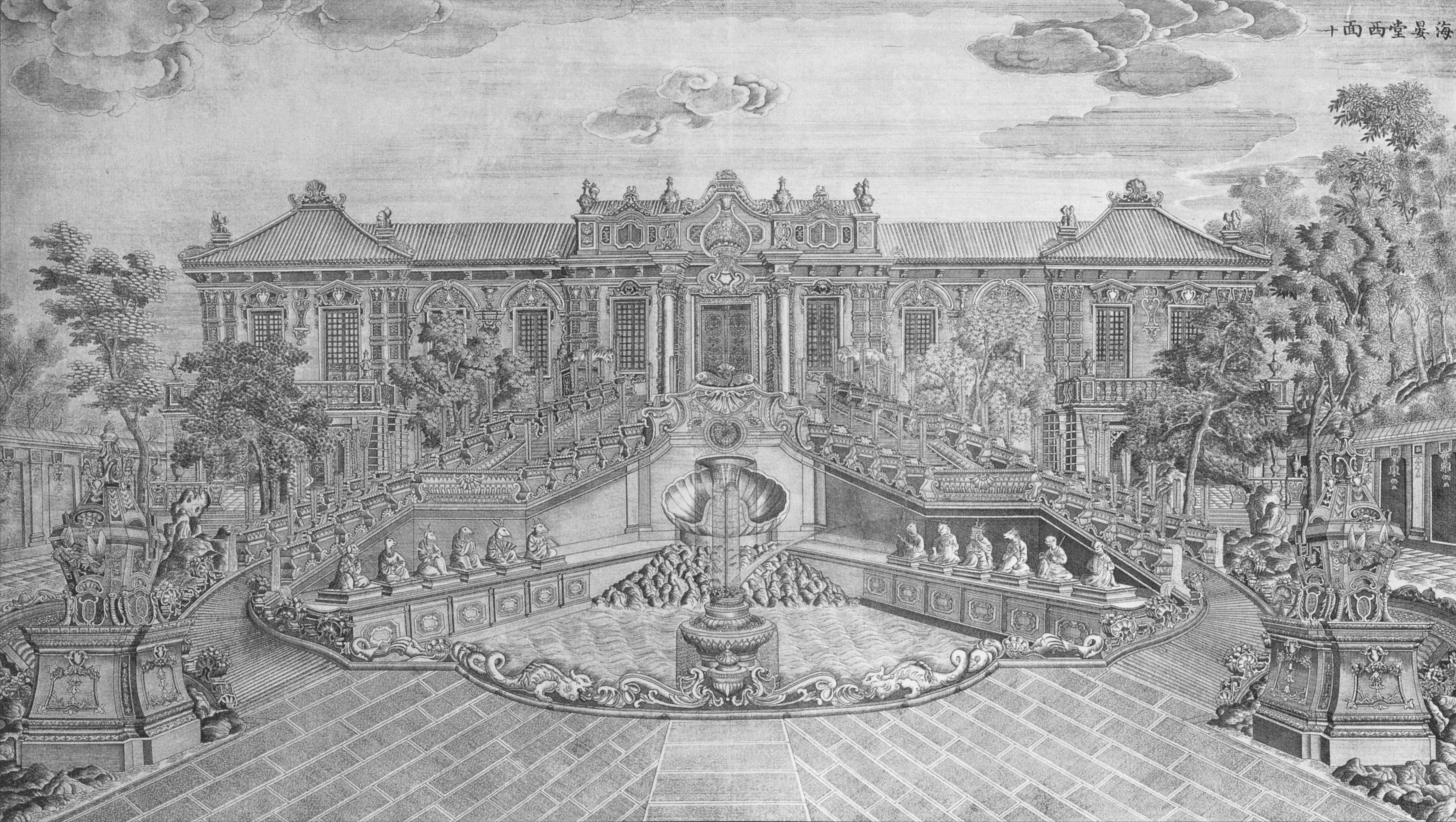
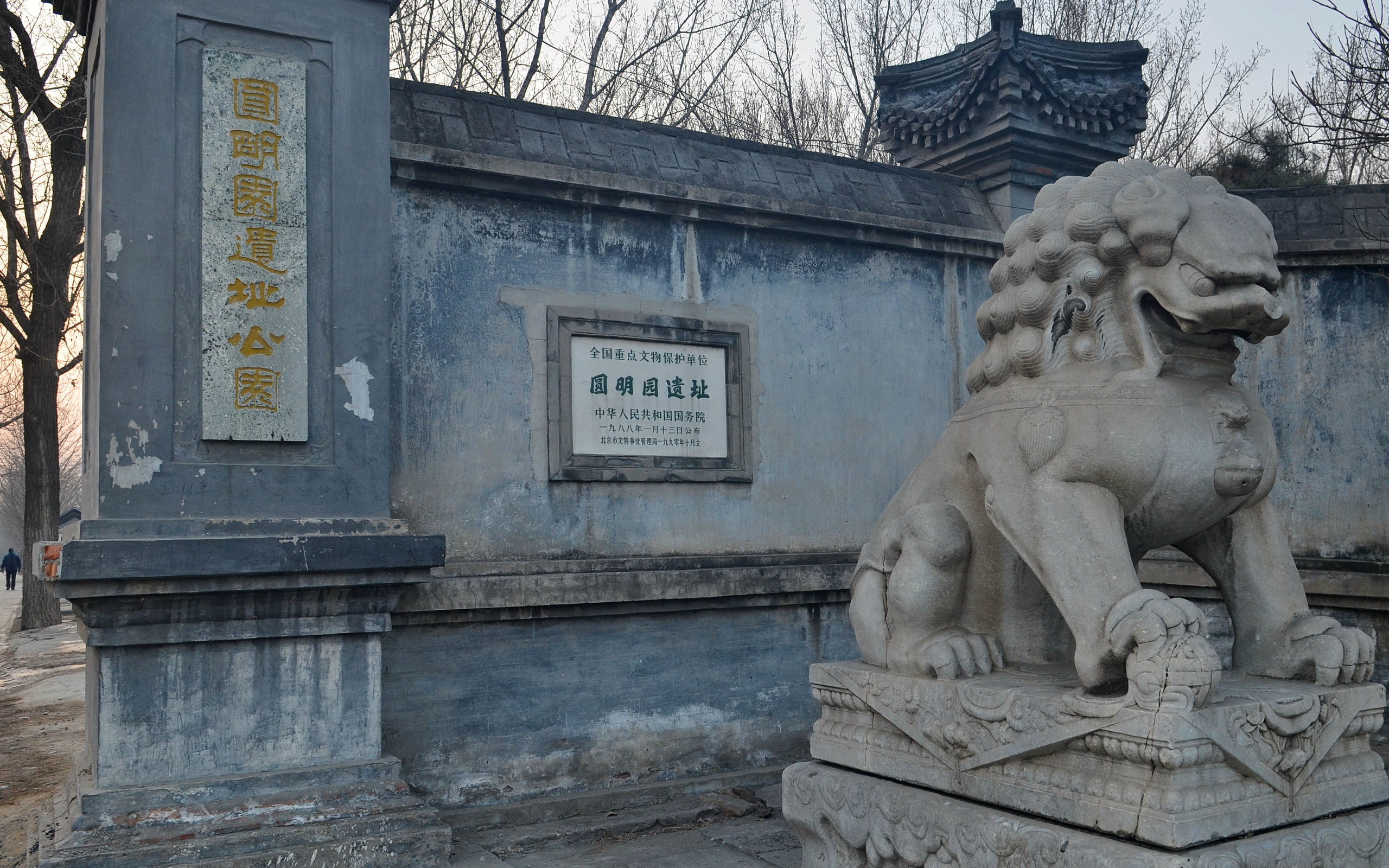

## Опис

### Зовнішний вигляд

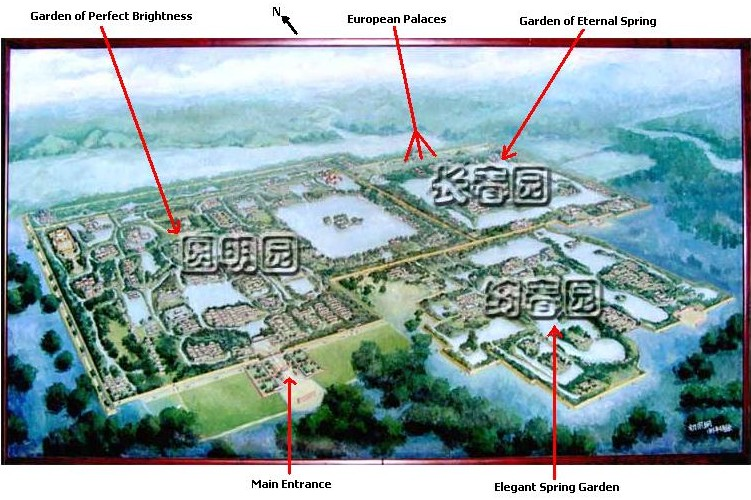
Схема паркового ансамблю

Розташовувався близько 10 км на північний захід від сучасного Пекіна. Загальна площа разом з парками Чанчуньюань і Ваньчуньюань становила 346,84 га (або 5200 китайських му). Тут було більше 100 пейзажних і архітектурних комплексів, загальна площа будівель становила понад 200 000 м2. Більш ніж 800 палаців і павільйонів.
Відповідно до задуму Кансі, ансамбль Юаньмін'юань, утворений традиційними за формами архітектурними спорудами в системі озерно-острівного парку, був покликаний виражати усю повноту принципів китайського мистецтва організації природного середовища.
Деякі ландшафти парку Юаньмінюань були створені в стилі садів Цзяннань (місцевість на південь від річки Янцзи), інші — в дусі стародавніх парків, треті — за мотивами китайських легенд і казок. Також тут були побудовані буддійські монастирі, бібліотеки, розписні галереї, палаци, поля для стрільби з лука, сільськогосподарські поля Тут були представлені всі типи садів, що коли-небудь існували в Китаї.
Цей парк розташовувався всередині квадратної водойми, число островів якого символізувало 9 провінцій старого Китаю. Окрім житлових, господарських приміщень і храмів в парку знаходилися бібліотека і кабінет. З ним сусідили майстерно змодельовані гірки і озера, що зображували пейзажі півдня і півночі країни. тут також були місця для прогулянок і медитацій, де, закінчивши роботу, імператор міг відчути себе в гармонії з природою, освіжити дух і привести в порядок почуття. За традицією цей парк, що служив одночасно місцем життя, роботи, творчості, відпочинку і медитацій, втілював поняття про гармонію як повноту буття, яку досягали в абсолютної внутрішній тиші.
Однією з визначних пам'яток комплексу був побудований серед озерної гладі павільйон Ваньфан'аньхе (萬方安和, «Вічний край миру і спокою») у формі свастики — 卐 вань, знака довголіття. В парку також знаходилася пейзажна зона Фухай 福海 — велике озеро з островом посередині. На захід від зони Фухай є ще кілька пейзажних зон. Тут безліч проток, містків, озеро Хоуху.
Велика кількість у водойм у Юаньмін'юані пояснювалося вимогами місцевого клімату — посушливе літо в Пекіні можна було пом'якшити лише достатком води. Водойми імператорського парку входили в систему каналів, загальну для Юаньмін'юаня та інших аристократичних садів, розташованих поблизу міста.
Європейський ансамбль в комплексі Юаньмін'юань складався з трьох частин: палаців Сеціцюй (諧奇趣, «Чарівність надзвичайної гармонії»), Хайяньтан (海晏堂, «Зала тихих морів») і лабіринту Хуаюань або Ваньхуачжень (花園"Сад квітів", 萬花陣, «Вервечка десяти тисяч кольорів»). Їх спроектовано в стилі Версальського палацу та італійського плацу часів бароко. Разом з тим були дотримання традицій китайської архітектури, зокрема використання високих фундаментів для будівель, встановлених на терасах.
За контрастом з китайською частиною комплексу, де обігравалися ефекти стоячої води, що дозволяла використовувати медитативний потенціал віддзеркалень, палаци в європейському стилі оточувала рухлива вода — фонтани, каскади, вертушки. Композиційна схема палацу була задана мережею каналів, навіть час вимірювався за допомогою перетворених на фонтан водяних годинників.
Палац Сеціцюй, розташований на осі північ-південь задумувався як тло для фонтанів, які знаходилися перед палацом. Головна будівля і два розміщених півколом щодо нього другорядних павільйони були основними елементами усього планування. Їхнє розташування диктувалося місцем водонапірної башти — багатоповерхової будови, в якій містився резервуар з водою для фонтанів. На північ від вежі, на межі з іншою подібною будовою, знаходився нині реконструйований лабіринт, до центру якого вели навмисно заплутані стежки.
На осі захід-схід містилася «Зала тихих морів», яка складався з головної будівлі і невеликих супутніх будівель. Прямо перед нею розкинувся великий фонтан у вигляді мушлі, прикрашений уздовж бордюру бронзовими скульптурами зодіакальних тварин, що позначають роки дванадцятирічного циклу і 12 китайських годин на добу. Цей фонтан працював на кшталт клепсидрі, вказуючи час: струменя різної сили періодично випускали не лише пащі тварин, але також труби, приховані в центрі фонтану і перилах сходів, при цьому опівдні усі фонтани включалися одночасно.
Про мистецьку красу втраченого ансамблю дає уявлення серія офортів (銅版畫, тунбань-хуа) із зображенням його будівель і фонтанів. Гравюри, підготовлені за імператорським замовленням Кастільйоне і двома його помічниками відразу після закінчення будівництва.

### Інтер'єр
Уявлення про нині втрачені інтер'єри європейських палаців у Юаньмін'юань дають нечисленні живописні твори. Так, шовкова картина з Музею народного мистецтва (м. Гамбург, ФРН), яка виконана в Китаї невідомим європейським художником 2-ї пол. XVIII ст., зображує придворних дам в інтер'єрі, архітектурне оздоблення якого відповідає стилю рококо.
Декоративні панелі стін аналогічні обробці Малих покоїв у Версалі, створених близько 1750 року, з характерним для них поєднанням округлих елементів візерунка і прямих ліній. Деталі меблювання, що зберегли проножки і високі прямі спинки, відповідають більш ранньому стилю короля Людовика XIV.
Згідно різних відомостей павільйони літнього палацу часів Цяньлуна були місцем для демонстрації в них французьких меблів, картин, розсипних дзеркал і гобеленів фабрики Бове, створених за картонам Ф. Буше, придворного художника короля Людовика XV. Ця серія шпалер з Бове мала декілька копій, одну з яких придбала фаворитка короля маркіза де Помпадур, а іншу Людовик XV послав у подарунок китайському імператору.
Кастільйоне і Аттіре прикрасили сюжетними зображеннями велике дзеркало, спеціально замовлене імператором Цяньлуном для літнього палацу. Вставлені у віконні прорізи дзеркала були розписані європейськими пейзажами. Вважається, європейський палац у роки Цяньлуна був місцем зберігання дарунків із Заходу, зокрема гравюр за малюнками Пуссена і Миньяра, які Людовик XIV передав Кансі у 1699 році.
Інтер'єри будівель для гідравлічних машин, що запускають фонтани, відрізнялися утилітарністю, від чого архітектура їх фасадів повинна була залишати враження театральної декорації.

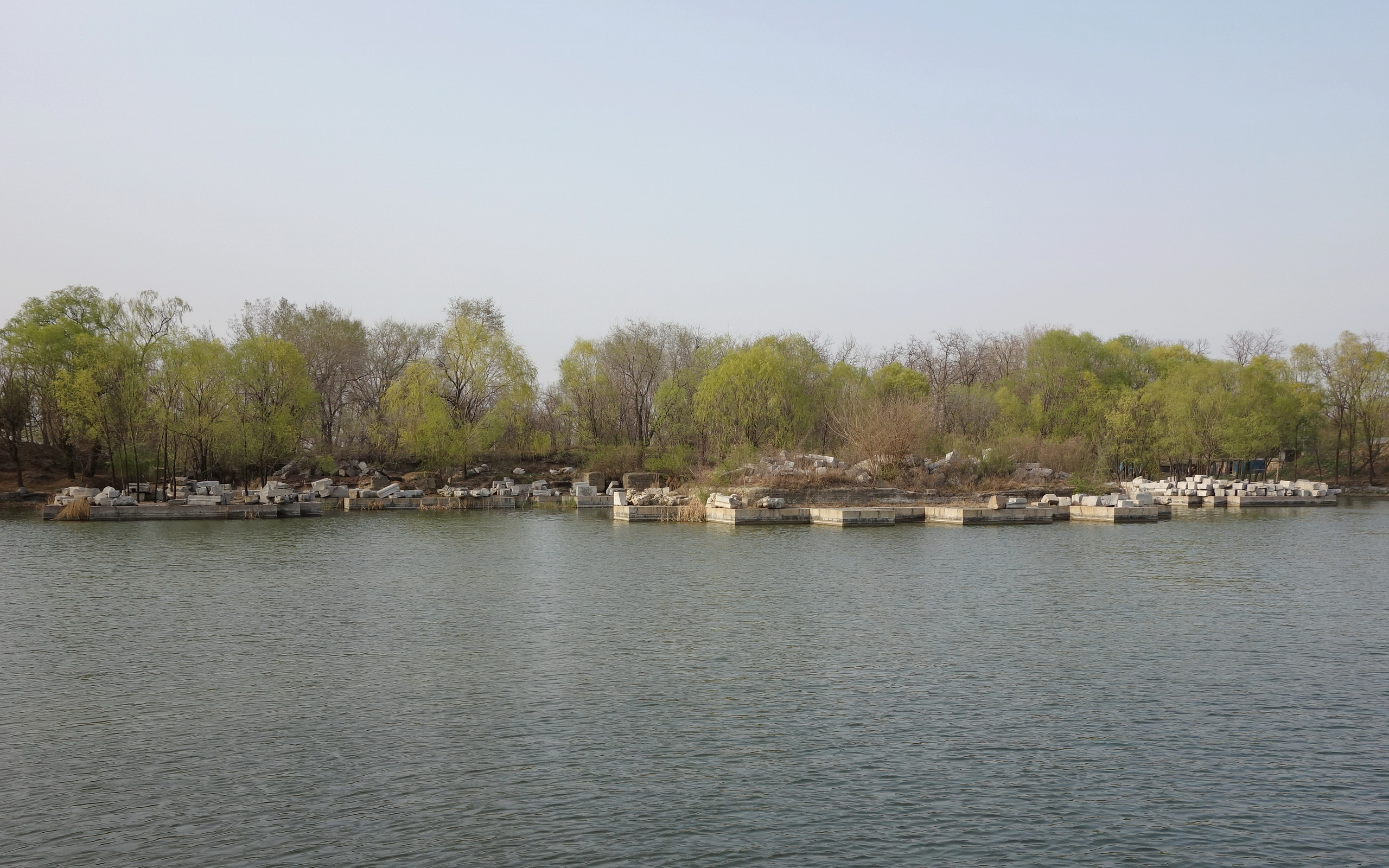
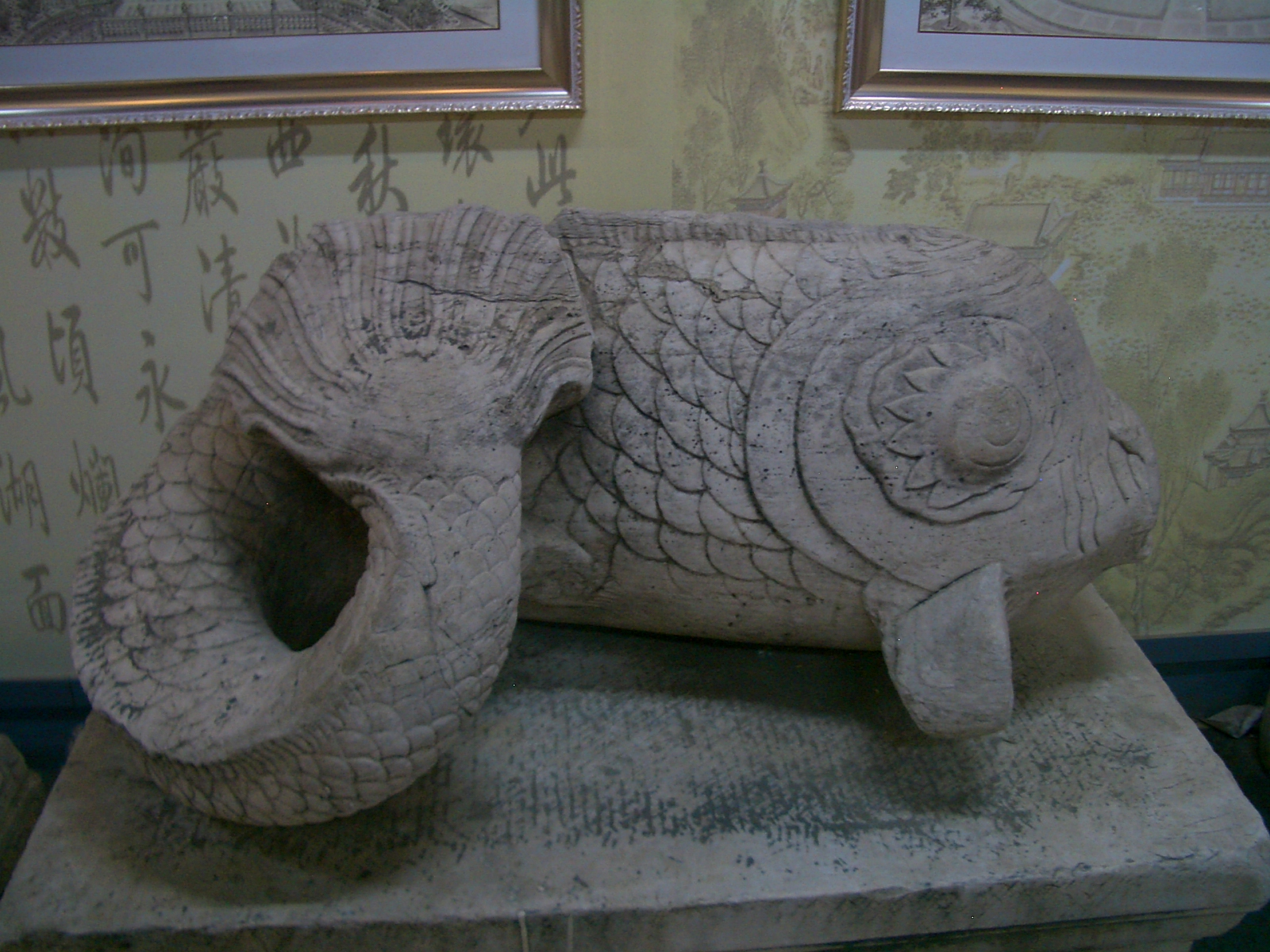
Скульптура риби
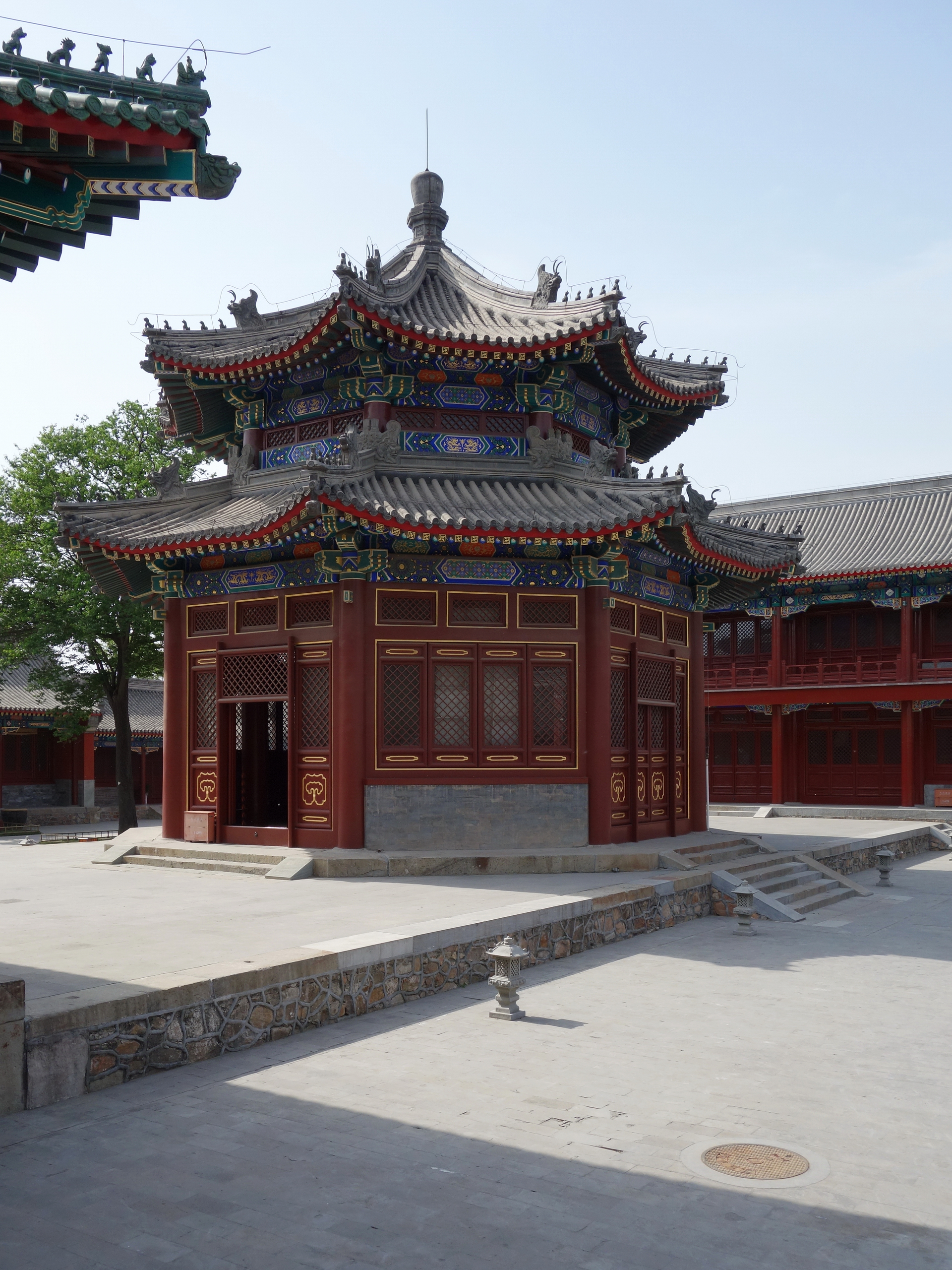
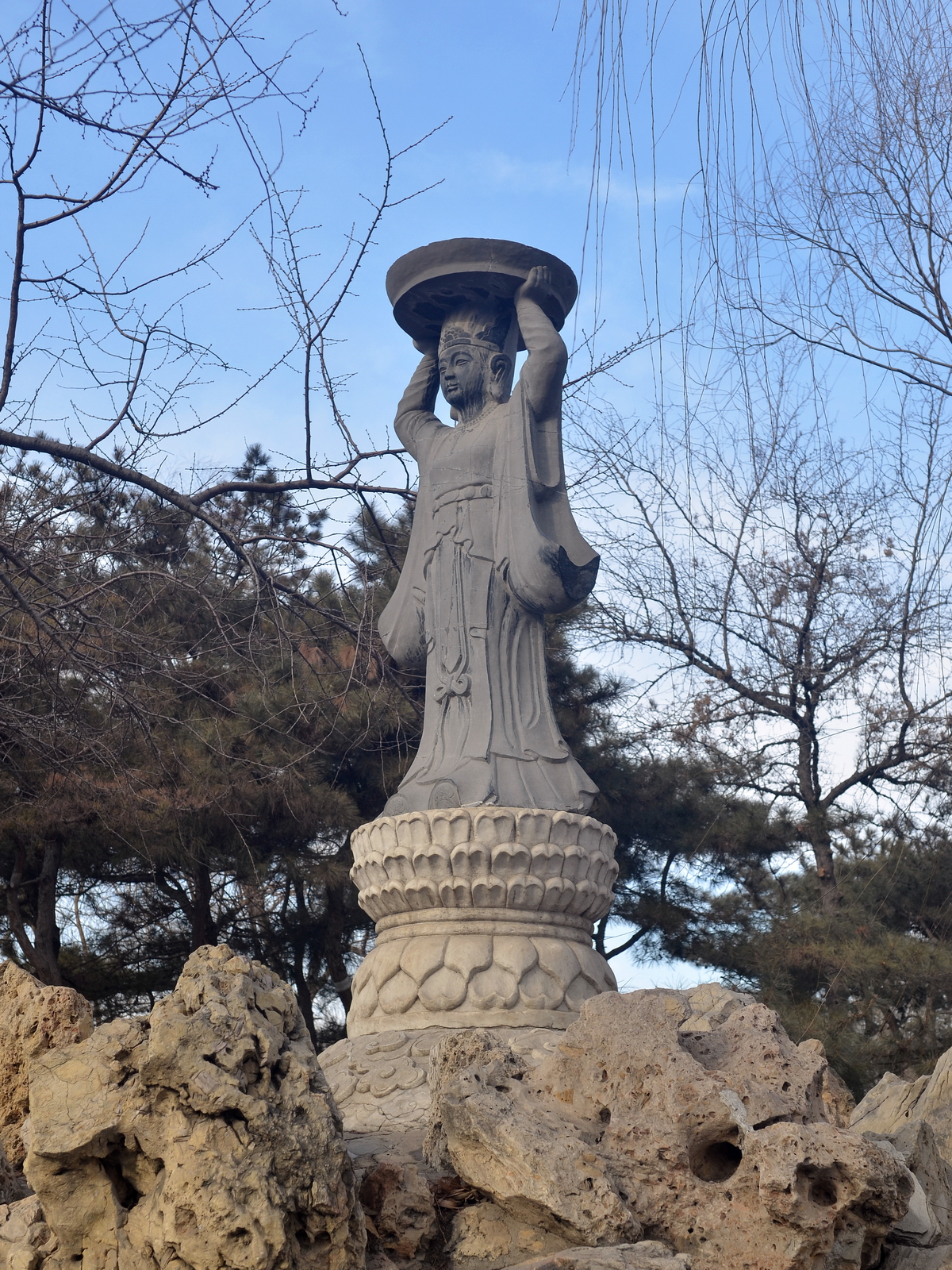
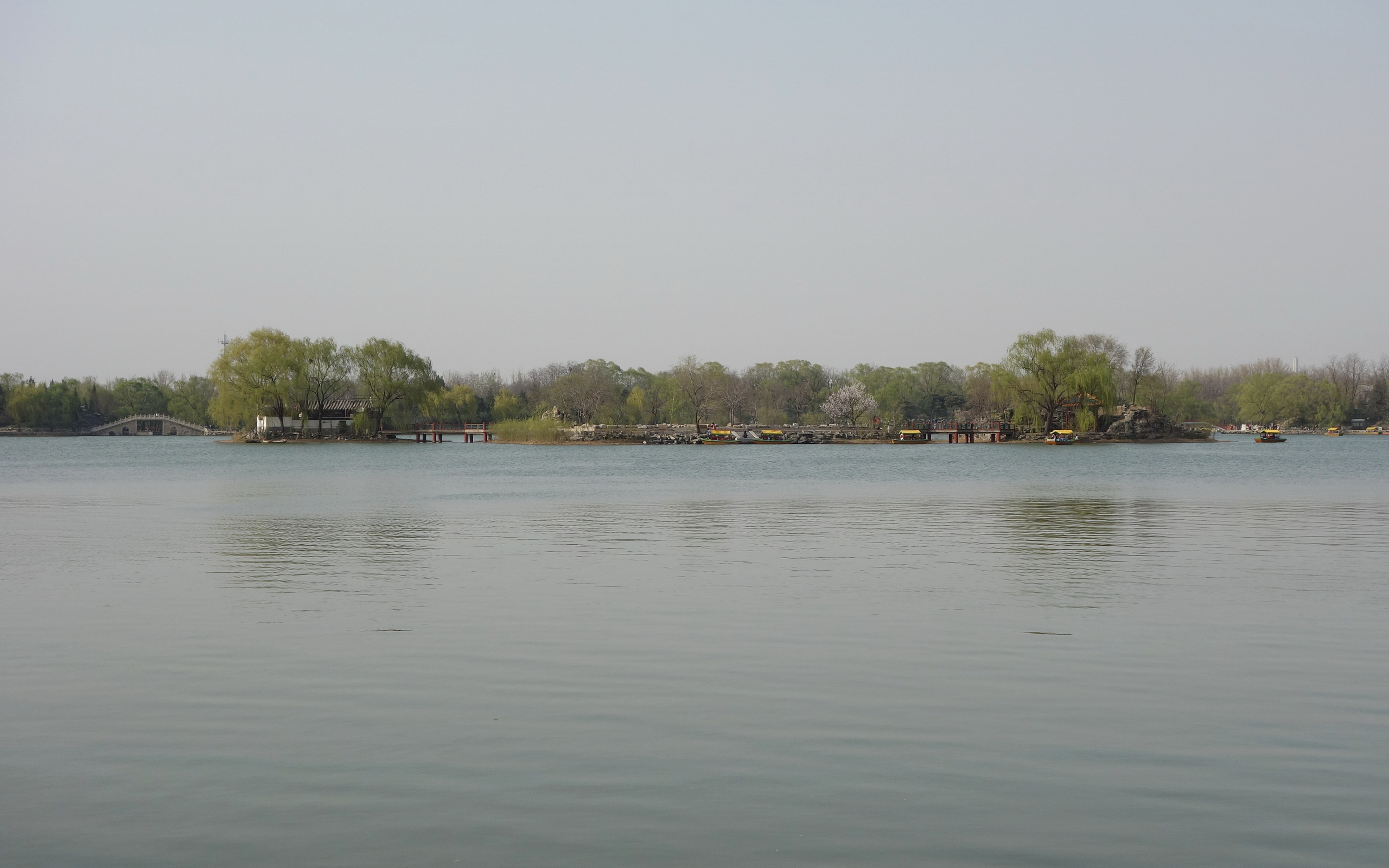
Озера Фухай
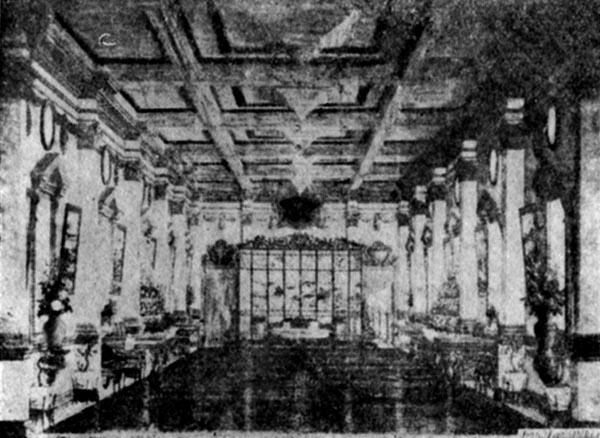
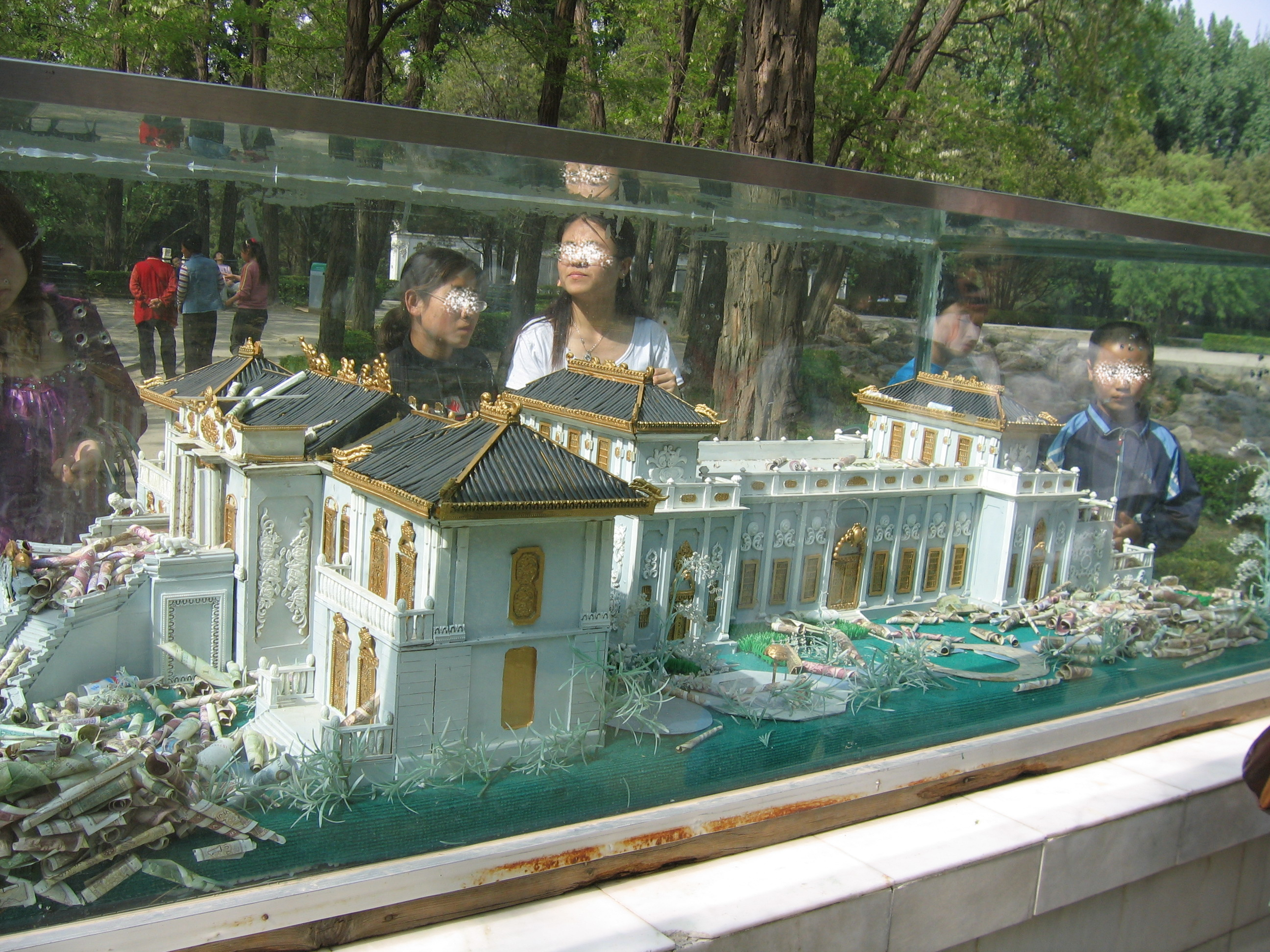